# Alte Baumwollspinnerei

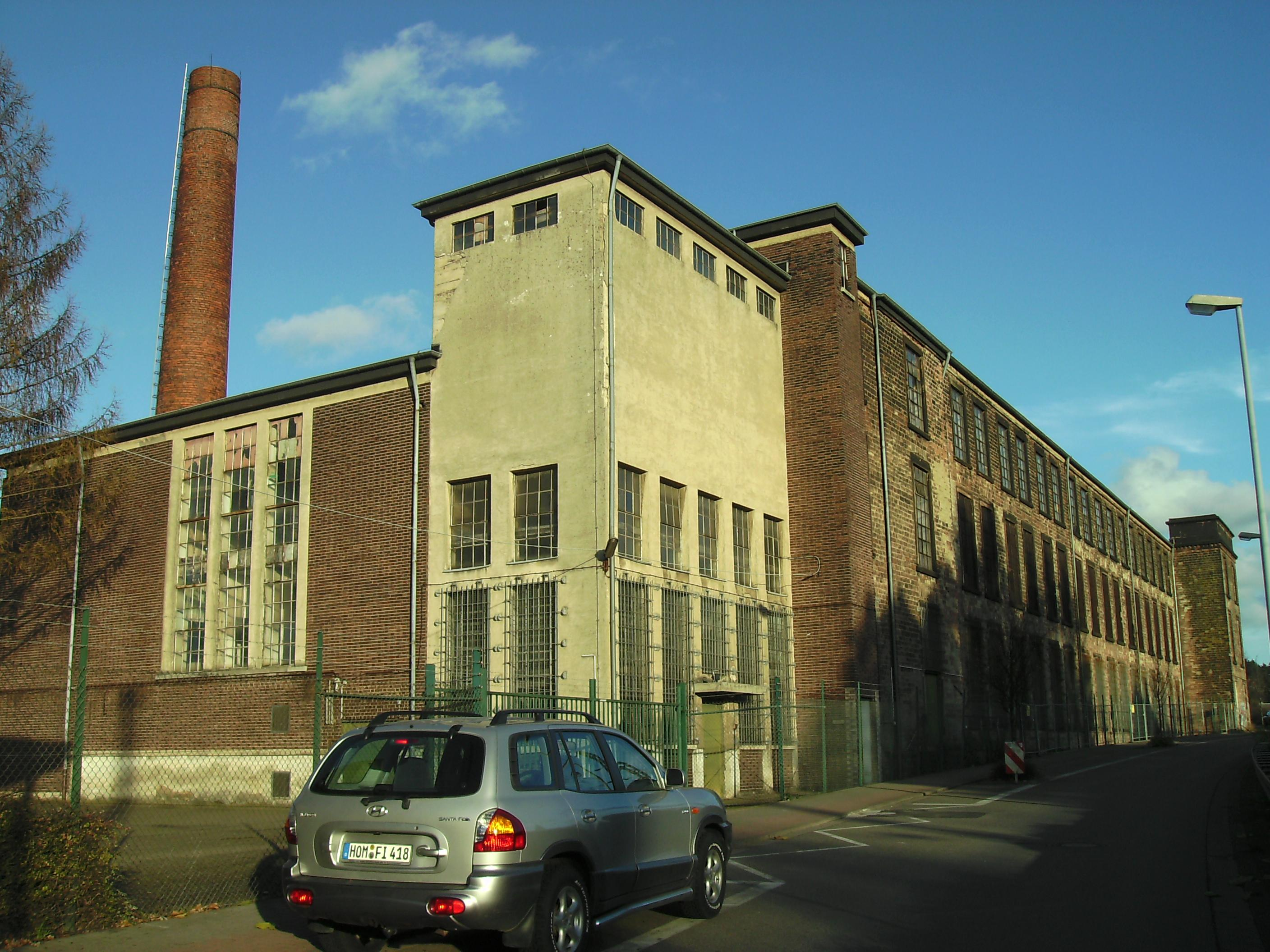
Die Alte Baumwollspinnerei

Die Alte Baumwollspinnerei ist ein ehemaliger Industriekomplex in der saarländischen Mittelstadt St. Ingbert. Das Gebäudeensemble steht unter Denkmalschutz.

## Geschichte

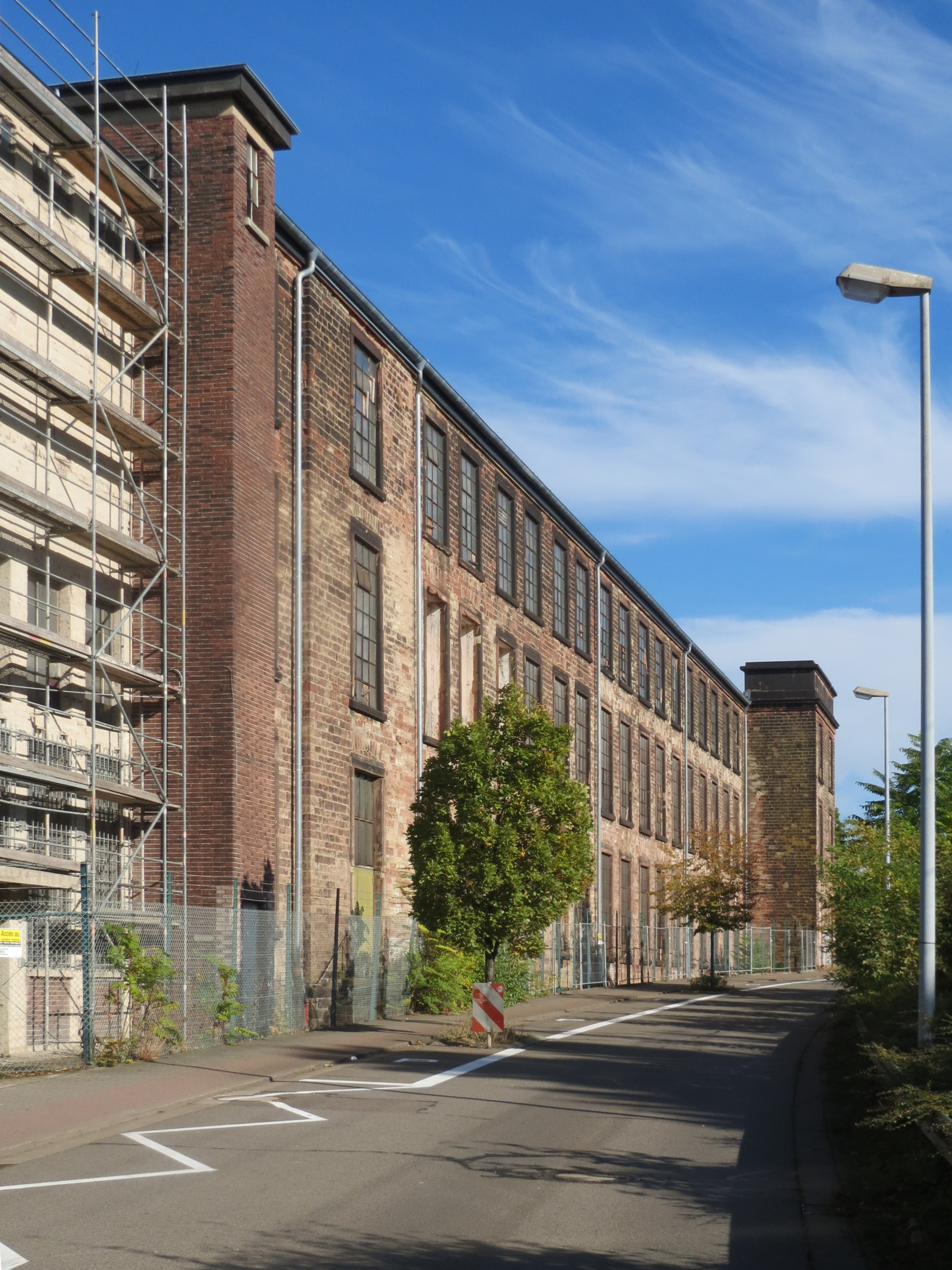
Fassade

Die Baumwollspinnerei wurde 1885 von dem Schweizer Unternehmer Max Schuler aus Wetzikon als Textilunternehmen gegründet. 1888 erwarb Fridolin Schuler die Spinnerei, welche durch die Söhne Caspar Schuler-Suter und Johann Heinrich Schuler-Honegger als Schuler & Cie geführt wurde. 1925 übernahm Caspars Sohn Max Schuler-Honegger das Unternehmen und erweiterte es bis 1938 mehrfach.
Die Fabrikation der Baumwollspinnerei bestand in der Herstellung einfacher und feiner Baumwollgarne, die weiterverarbeitet wurden. Alle Arbeitsgänge erfolgten maschinell. Im Schnitt produzierten 230 Mitarbeiter monatlich 35.000 kg Garn. In den 1930er und den 1950er Jahren wurden insbesondere die Nebengebäude umgebaut und erweitert. Im Oktober 1964 wurde die Produktion wegen der schlechten Ertragslage eingestellt.
In der Zeit von 1964 bis 1997 wurde die ehemalige Baumwollspinnerei von der Bundeswehr als Sanitätsdepot genutzt. Untergebracht waren 3 Reservelazarettgruppen und 5 Krankentransportzüge. Im Sommer 1997 wurde im Rahmen der Reduzierung der Truppenteile der Bundeswehrstandort in St. Ingbert aufgelöst.
Der Gebäudekomplex wurde 1992 als Dokument des sachlichen Funktionalismus im Industriebau der Jahrhundertwende unter Denkmalschutz gestellt. Im November 1998 erwarb der Galerist Werner Deller die Baumwollspinnerei und gründete die Alte Baumwollspinnerei Grundstücksverwaltung GmbH & Co. KG. Das in den folgenden Jahren entwickelte Konzept sah eine neue Nutzung des Geländes als Kulturzentrum, Galerie und Museum vor. Im Mai 2007 beschloss der Stadtrat, das Albert-Weisgerber-Museum in die Alte Baumwollspinnerei zu verlegen. Im Herbst 2011 wurden Kaufverträge zur Teilnutzung des Gebäudes unterzeichnet.
Die Bauarbeiten begannen 2013, wurden 2014 zunächst unterbrochen und dann wieder aufgenommen und schließlich 2017 eingestellt, auch da es zwischen Bauherrn und Bauunternehmen zu Differenzen kam. Entsprechend verzögerte sich der jeweilig geplante Eröffnungstermin. Im September 2021 erwarb die Stadt St. Ingbert das gesamte Gelände. Die neu erstellten Planungen sehen nunmehr neben der Heimstätte des Albert-Weisgerber-Museums auch den Umzug von Teilen der Stadtverwaltung in das Gebäude vor. 2024 wurden die Bauarbeiten entsprechend der neuen Planungen aufgenommen. Die geplante Fertigstellung und der Bezug des Gebäudes sind für 2027/2028 vorgesehen.

## Gebäude
Kernstück der Anlage ist das Spinnereigebäude aus Backstein und Sandstein mit drei Geschossen und einem Kellergeschoss. Die Geschossebenen bestehen aus nahezu durchgehenden 5 m hohen Räumen mit großen Fenstern und werden von genieteten Stahlstützen beherrscht.
Das ehemalige Baumwolllager verfügt über eine besondere Deckenkonstruktion mit massiven Eichen-Holzbohlen auf enger Balkenlage und Stahlträgern. Die Fassade ist durch 2 Ladetor-Achsen geteilt.

## Außenanlagen
Die rund 5000 m² großen Außenanlagen bestehen aus 800 m² versiegelte Flächen und 4200 m² Grünanlagen.